# Didynamipus sjostedti

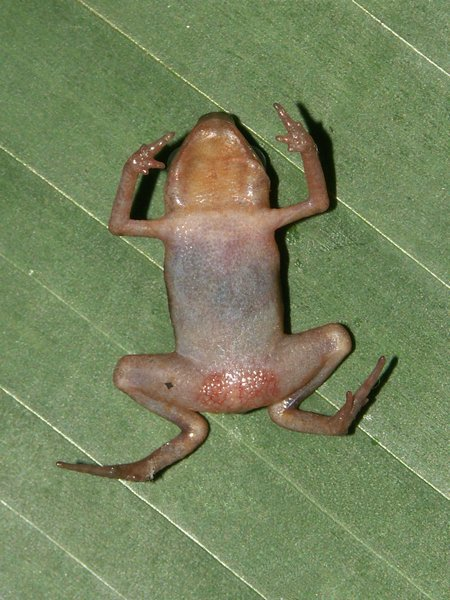
Körperunterseite

Didynamipus sjostedti ist die einzige Art aus der Amphibien-Gattung Didynamipus.

## Beschreibung
Die Kopf-Rumpf-Länge beträgt bis 18 Millimeter. Der Kopf ist breit, abgeplattet und dreieckig. Der Vorderkopf ist so lang wie der Augendurchmesser, mit scharfem Canthus rostralis. Das Nasenloch befindet sich näher an der Vorderkopfspitze als am Auge. Der Interorbitalraum ist viel breiter als ein oberes Augenlid. Es sind nur je vier Finger und Zehen vorhanden, von denen der erste und vierte sehr klein sind. Erster und vierter Zeh sind sogar nur stummelförmig. Der dritte Finger ist doppelt so lang wie der zweite. Die vierte Zehe ist fast dreimal so lang wie die dritte. Die Subarticularhöcker sind undeutlich. Es ist ein rundlicher, lateraler Metatarsalhöcker vorhanden. Das Tibiotarsalgelenk reicht bei nach vorn an den Körper angelegtem Hinterbein bis zum Auge. Die Haut ist sehr fein chagriniert. Über dem After findet sich ein dreieckiges Feld mit flachen, warzenartigen Erhebungen. Die Oberseite ist gelblich braun mit kleinen dunklen Flecken. Die Unterseite ist weißlich. Von der Vorderkopfspitze bis zum Auge zieht sich jederseits unter dem Canthus rostralis ein schwarzer Streifen.

## Vorkommen
Die Art kommt auf der zu Äquatorialguinea gehörenden Insel Bioko und im äußersten Südwesten Kameruns vor.

## Systematik
Die Art Didynamipus sjostedti wurde 1903 von Lars Gabriel Andersson als Didynamipus sjöstedti erstbeschrieben. Boulenger korrigierte den Namen 1904 in sjostedti. Synonyme sind Atelophryne minutus Boulenger, 1906 und Didynamipus sjoestedti Mertens, 1965. Didynamipus sjostedti ist die einzige Art der Gattung Didynamipus Anderson 1903.

## Gefährdung und Schutzmaßnahmen
Diese Art ist durch den Schwund ihres Lebensraumes infolge Abholzung, Ausweitung landwirtschaftlicher Flächen und Siedlungsbau rückläufig, die IUCN stuft sie als Endangered (bedroht) ein. Zum Schutz der Art dienen die Makoko Forest Reserves, Kendonge Forest Reserves, der Korup National Park und andere Schutzgebiete.